# 尼加拉瓜—南奥塞梯关系
尼加拉瓜 - 南奥塞梯关系是指尼加拉瓜和南奥塞梯共和国之间的双边外交关系。 尼加拉瓜将外交承认南奥塞梯和阿布哈兹在2008年9月5日。
承认宣布后，尼加拉瓜外交部表示，他们将立即与茨欣瓦利建立联系，并最终任命一个该共和国特命全权大使。  尼加拉瓜外长塞缪尔·桑托斯·洛佩斯在2008年11月的新闻发布会上说：“当然，我们认为承认独立的阿布哈兹和南奥塞梯的决定是公平和适当的，我们将在适当的时候必须给予各共和国协调直接外交关系的可能性和条件，显然在逻辑上，我们将通过我们的朋友，可能是俄罗斯，与各共和国建立更密切的联系和外交关系。“
在2008年12月尼加拉瓜总统丹尼尔·奥尔特加对俄罗斯进行国事访问期间，他表示希望今后前往阿布哈兹和南奥塞梯，并表示尼加拉瓜团结的与两国人民一道。
尼加拉瓜对南奥塞梯的承认引发了参与南奥塞梯地位争端的其他国家的直接反应。 2008年11月底，格鲁吉亚对尼加拉瓜同时承认阿布哈兹和南奥塞梯做出了回应。与此中美洲国家断交。 俄罗斯提出加强与尼加拉瓜的关系，并向尼加拉瓜提供援助，帮助重建受飓风破坏的地区。 美国商务部长取消了计划前往尼加拉瓜的行程，美国驻马来西亚大使说：“这不是访问的适当时机。”
2012年7月25日，接替爱德华·贾巴耶维奇·科科伊季担任南奥塞梯总统的列昂尼德·季比洛夫后解雇纳里曼科扎耶夫为大使。